# 인천종합에너지
인천종합에너지(주)는 선진화된 집단에너지 시스템을 구축하여 송도국제도시에 24시간 연속 지역 냉ㆍ난방을 공급하기 위해 2004년 6월 설립된 기관이다. 원래 기타공공기관으로 지정되었으나, 2015년 1월 지정 해제되었다.